# Уиннемакка, Сара
Сара Уиннемакка (англ. Sarah Winnemucca, в замужестве Сара Уиннемакка Хопкинс, урожд. Токментони, Thocmentony; ок. 1841 — 17 октября 1891) — дочь вождя племени северных пайютов, американская писательница. Известна как первая индейская писательница, опубликовавшая свою книгу на английском языке. Автор автобиографической книги «Жизнь среди паюте: их ошибки и претензии», которая рассказывает о контактах её народа с белыми поселенцами.

## Биография

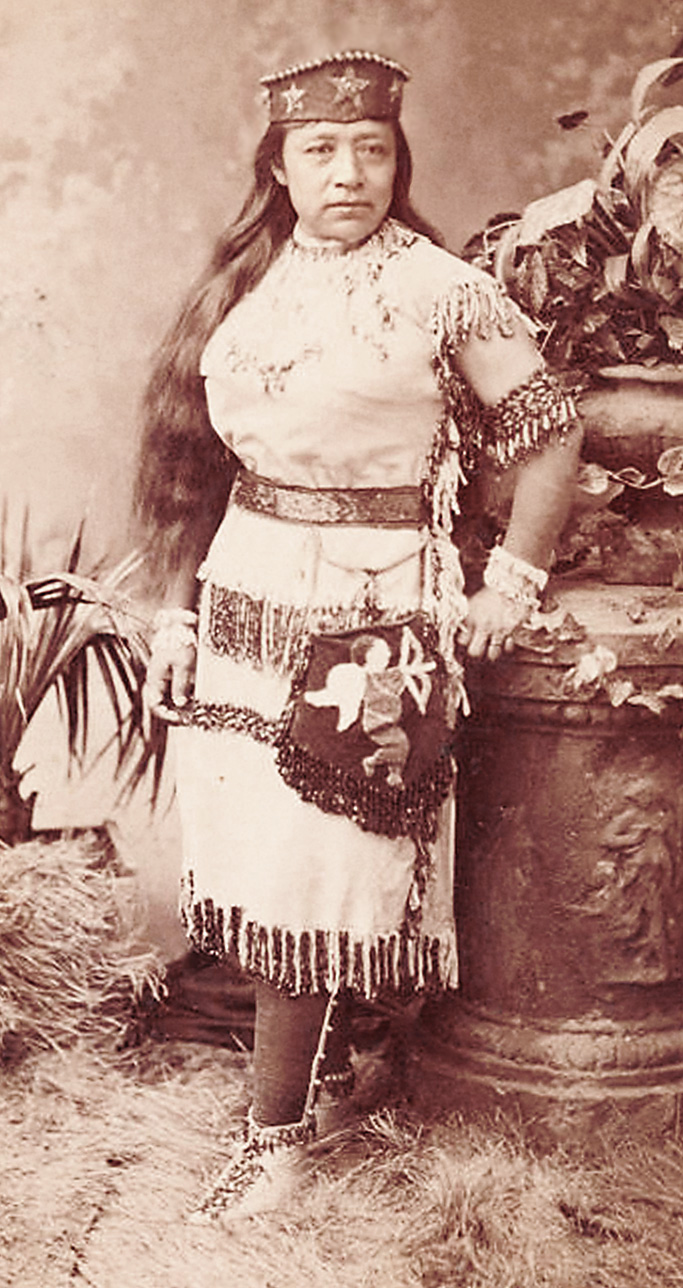
Сара Уиннемакка Хопкинс, фото 1883 года, Бостон

Отец Сары, Уиннемакка (ок. 1820—1882), — вождь одной из племенных групп северных пайютов — исключительно дружественно относился к белым, в связи с чем решил дать дочери «белое» образование. Репутация Сары среди пайютов до сих пор неоднозначна, поскольку она служила переводчицей в армии США в то самое время, когда пайюты, условия существования которых в резервации стали невыносимыми, вели несколько войн против правительства США. С другой стороны, именно книга Сары Уиннемакка во многом открыла для белых индейский мир.
В 1880-е годы Сара открыла школу для индейских детей, целью которой было продвижение индейской культуры. Школа была закрыта в связи с принятием в 1887 году закона, согласно которому индейские дети должны были получать образование на английском языке. В 1891 году она умерла в доме своей сестры от туберкулёза.
В 2005 году статуя Сары Уиннемакка была воздвигнута в Зале статуй Капитолия США на деньги, выделенные штатом Невада.